# Lilla Blecktornet

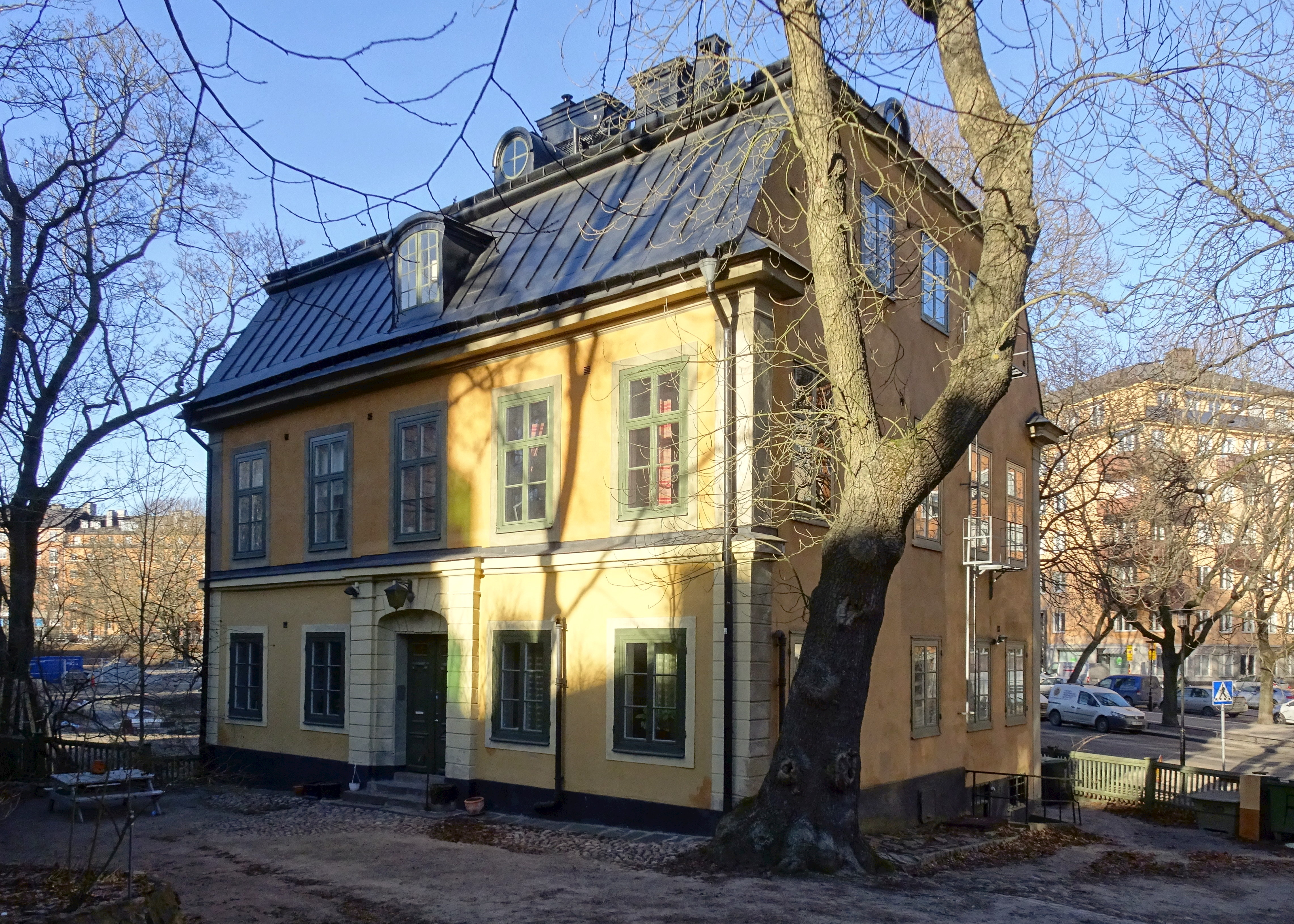
Lilla Blecktornet i februari 2017.

Lilla Blecktornet är namnet på ett kvarter och en tidigare malmgård på Södermalm i Stockholm. Stenbyggnaden från 1787 ligger i Lilla Blecktornsparkens östra del och är blåklassat av Stadsmuseet i Stockholm, vilket innebär att den utgör "synnerligen höga kulturhistoriska värden".

## Namnet
Namnet "Blecktorn" härrör enligt Björn Hasselblad (Stockholmskvarter) från en byggnad, "blektornet" där man blekte tyger och som hörde till den tidigare närbelägna klädesfabriken, Barnängens manufaktur, i Barnängen. Blektornet (Blectorn) finns redovisat på Petrus Tillaeus karta från 1733. Per Anders Fogelström m.fl. (Stockholms gatunamn) ifrågasätter dock denna tolkning och menar att förleden bleck eller bläck kan möjligen syfta på tornets taktäckning bestående av bleckplåt.

## Historia

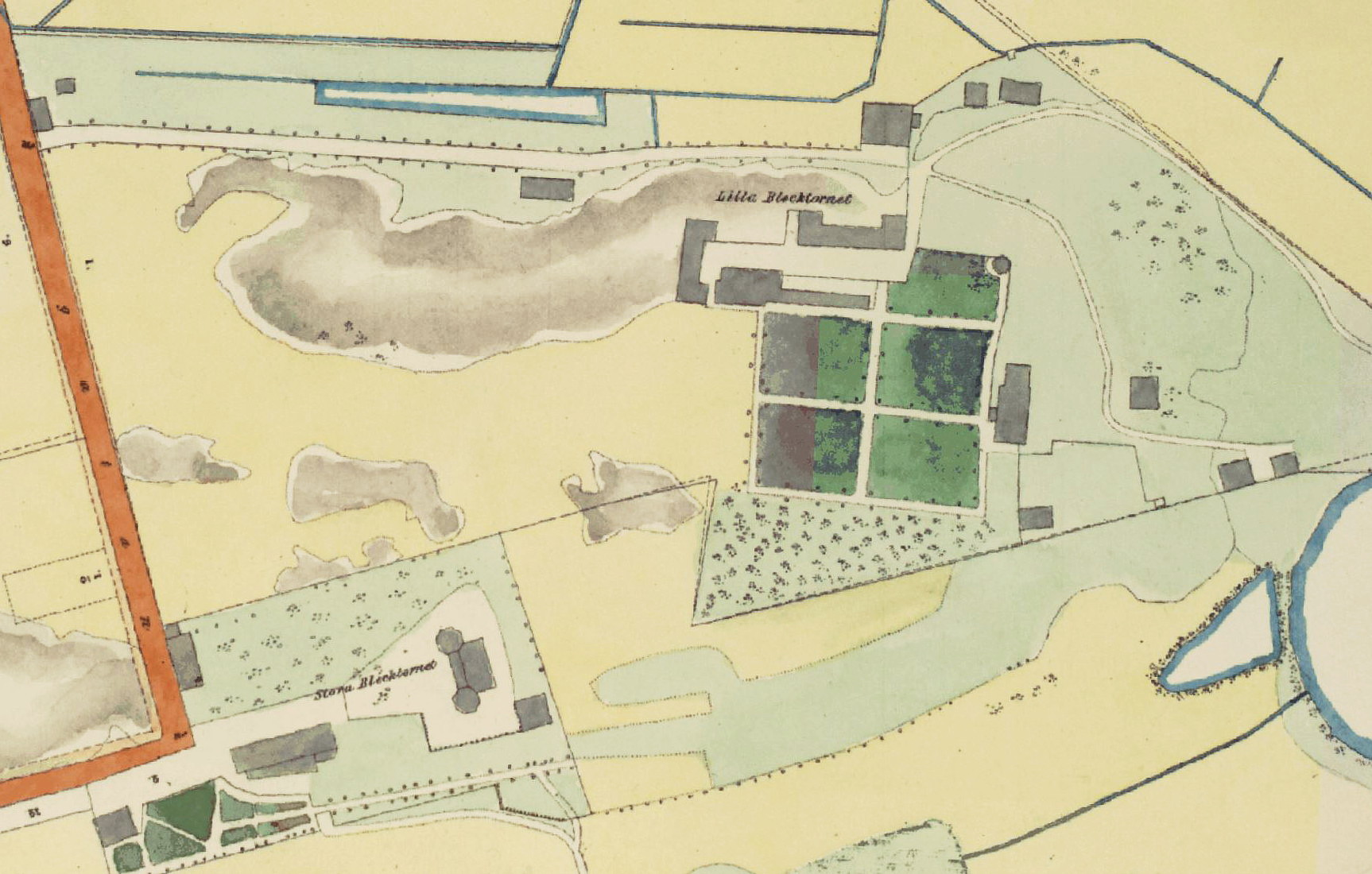
Lilla Blecktornet 1863, längst ner till vänster på kartan syns Stora Blecktornet.

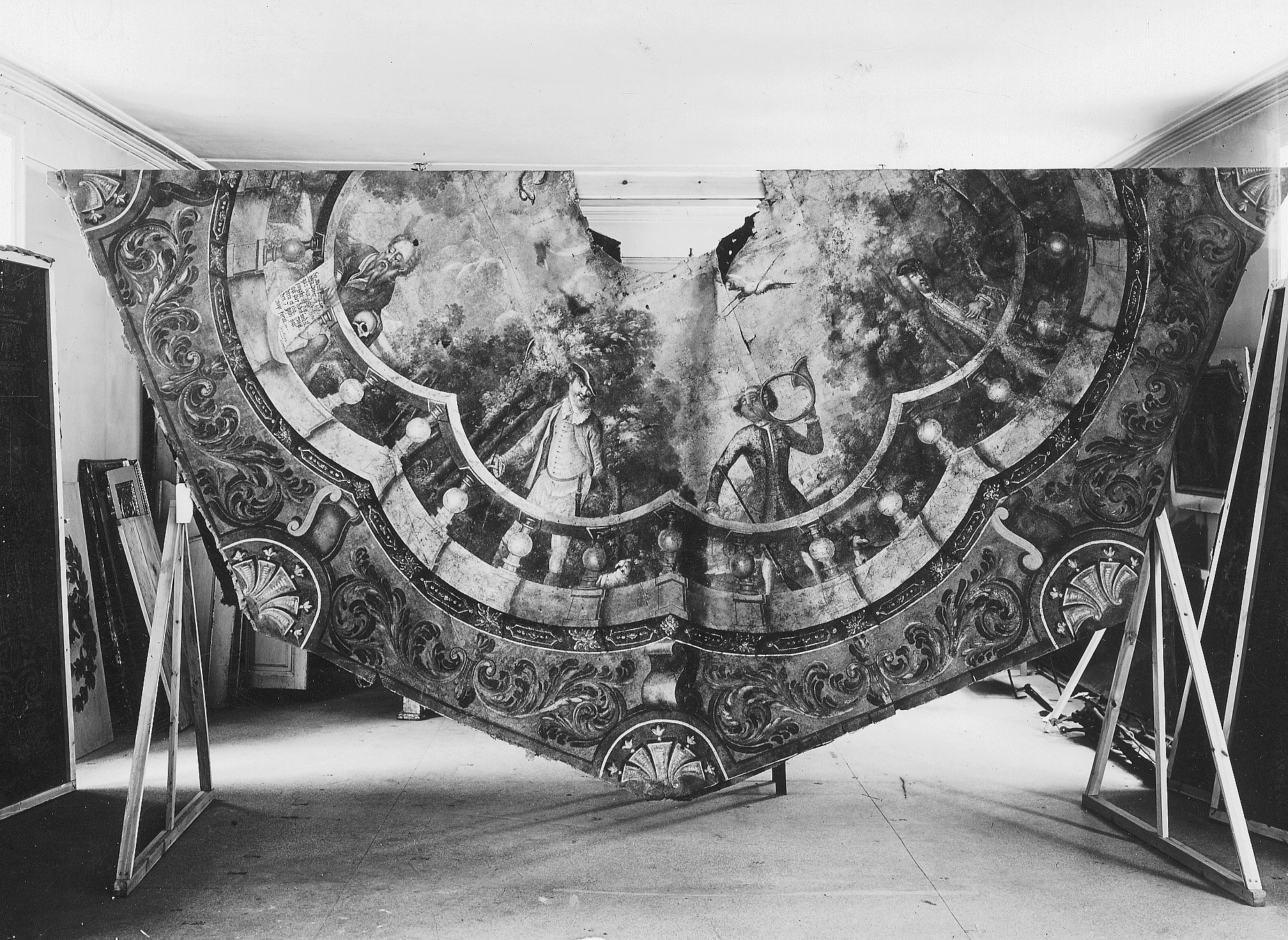
Lusthusets takmålning.

Lilla Blecktornets kvarvarande huvudbyggnad uppfördes inte lång från Hammarby sjö som malmgård för fabrikören Niklas Sjöberg efter ritningar av murmästaren Johan Wilhelm Elies och stod färdigt 1787. Det rör sig om ett tvåvåningars stenhus med inredd vind under ett brutet och valmat sadeltak. På samma plats låg i slutet av 1600-talet Södermalms surbrunn, en hälsobrunn vars vatten dömdes ut av läkaren Urban Hjärne som "varande ett vackert samkväm för grodor, iglar och andra maskar". Då bedrevs redan en omfattande verksamhet med textilfabrik, lantbruk och trädgårdsskötsel på platsen. 
Till anläggningen hörde flera byggnader. Utöver Sjöbergs nya malmgård fanns ett äldre boningshus, ladugård, stall, vagnshus, arbetarbostäder och bodar. Vid Södermannagatan låg en grindstuga och därifrån sträckte sig en askallé rakt österut fram till huvudbyggnaden. En liten rest efter denna allé finns fortfarande bevarad i dagens Lilla Blecktornsparken. Söder om den nuvarande parken låg jordbruket och närmast huvudbyggnaden en mindre trädgård.

### Lusthuset
Strax öster om huvudbyggnaden låg ett åttkantigt lusthus som byggdes i början på 1700-talet och 1743 smyckades med en takmålning utförd av mästaren Anders Balck. Lusthuset revs 1929 men takmålningen tillvaratogs redan 1915 och överfördes till Stockholms stadsmuseum 1929. Takmålningen har en diameter på 430 cm och visar med klara färger ett perspektiviskt målat landskap med nio personer bakom en balustrad som blickar ner mot betraktaren. Över dem välver sig himlen med fåglar och moln. Takhöjden i lusthuset var bara 2,25 meter men genom ett starkt förkortat perspektiv i figurerna, balustraden, lövträden och himlens moln, lyckades konstnären skapa en illusion av oändlig höjd. Målningen är signerad And: Balck pinxit A:o 1743.

### Gården under släkten Lamm
I början av 1800-talet övertogs Blecktornsfabriken av släkten Lamm som utvecklade företaget. 1801 sysselsatte man tre mästare, tolv gesäller och tre diversearbetare. Här tillverkades bland annat kattun, nättelduk och tryckta schalar som såldes över hela Sverige. Från 1826 till 1861 innehade släkten Lamm malmgården Heleneborg vid Pålsundet. Där utökades verksamheten under Salomon Ludvig Lamm med vaxdukstillverkning, klädfärgning samt ljustillverkning. Produktionen här räknas som en fortsättning av Blecktornsfabriken.

## Historiska bilder

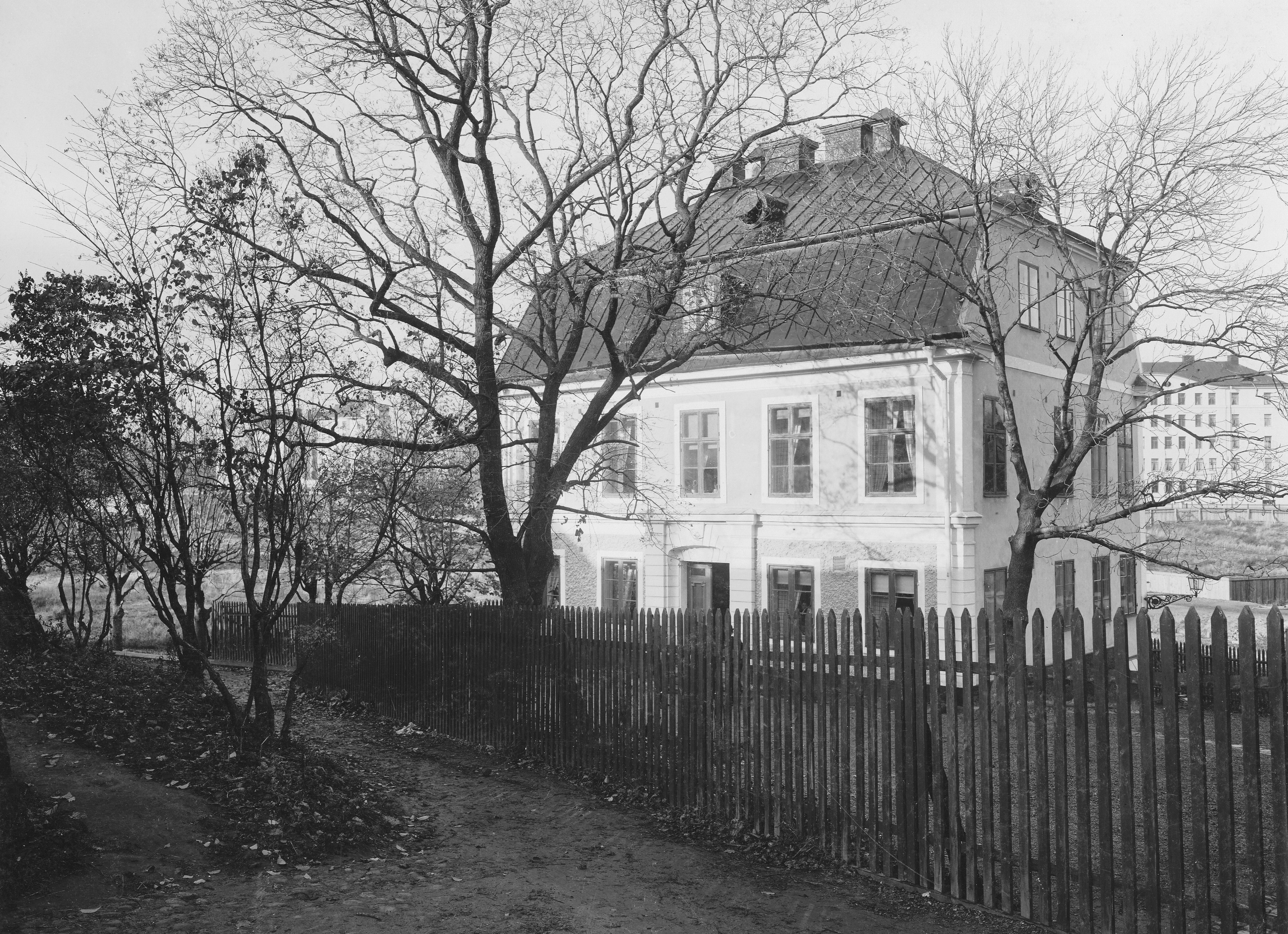
Lilla Blecktornet 1906.
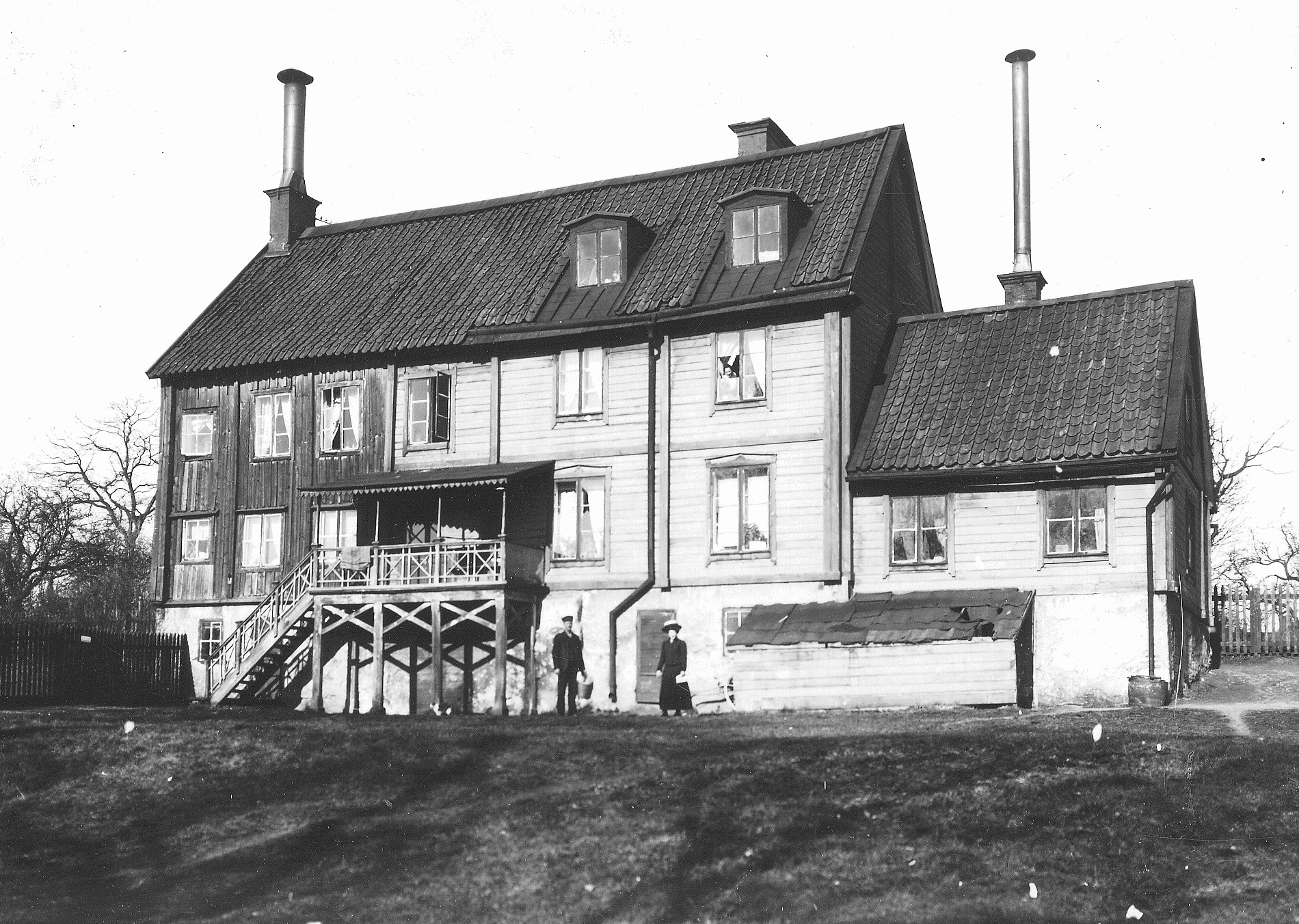
Lilla Blecktornet, trädgårdsbyggnad, ca 1900.
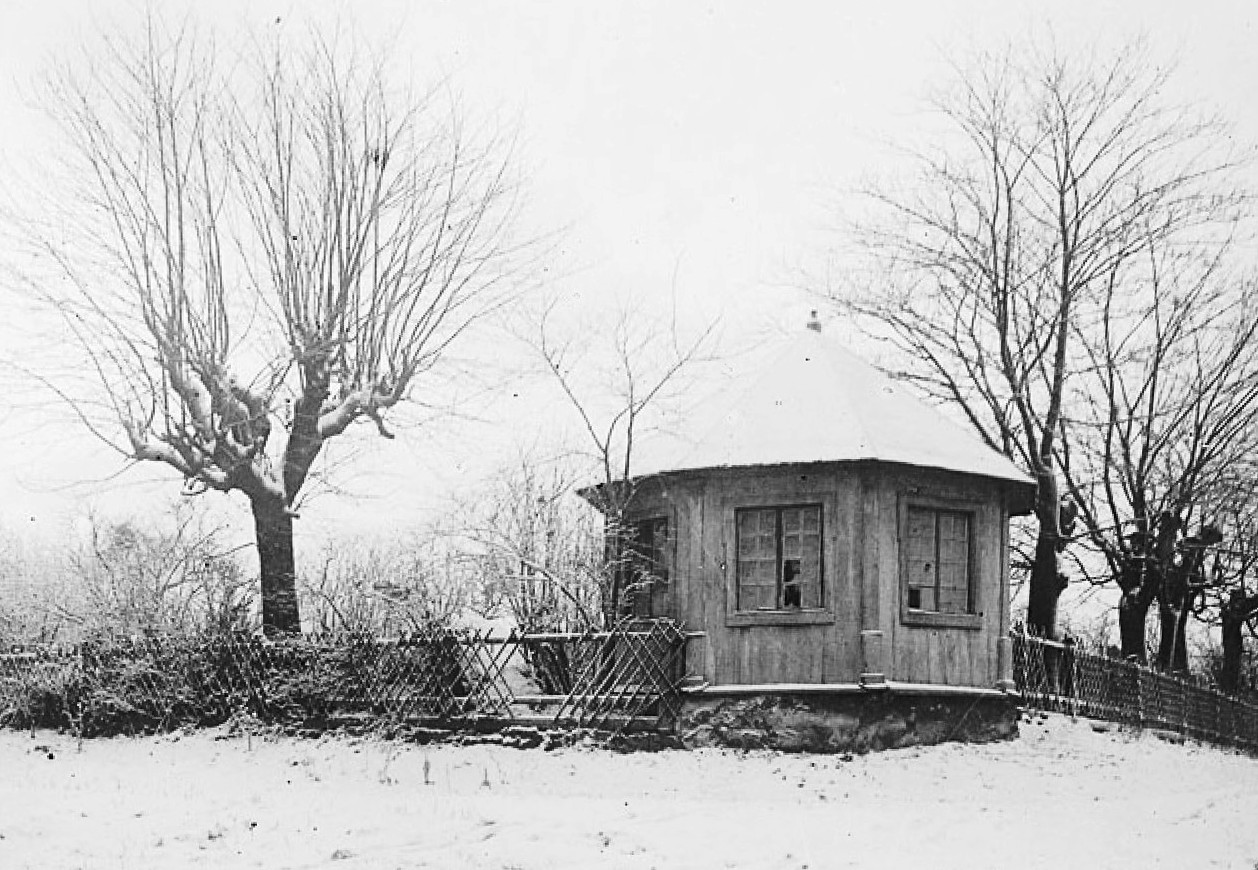
Lilla Blektornet, lusthuset, ca 1900.
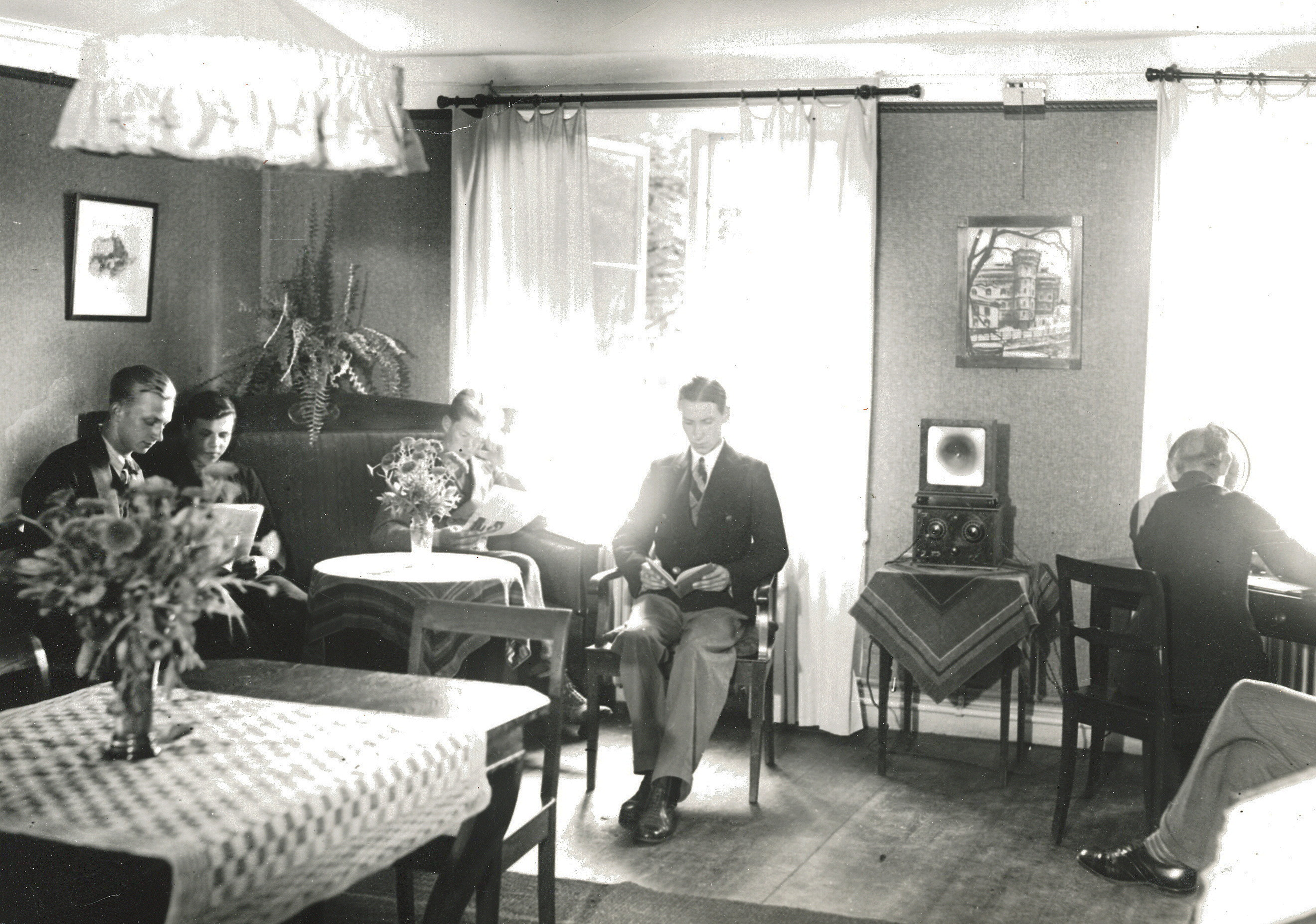
Lilla Blecktornet "Lärlingshemmet för gossar", 1930

### Gårdens vidare öden

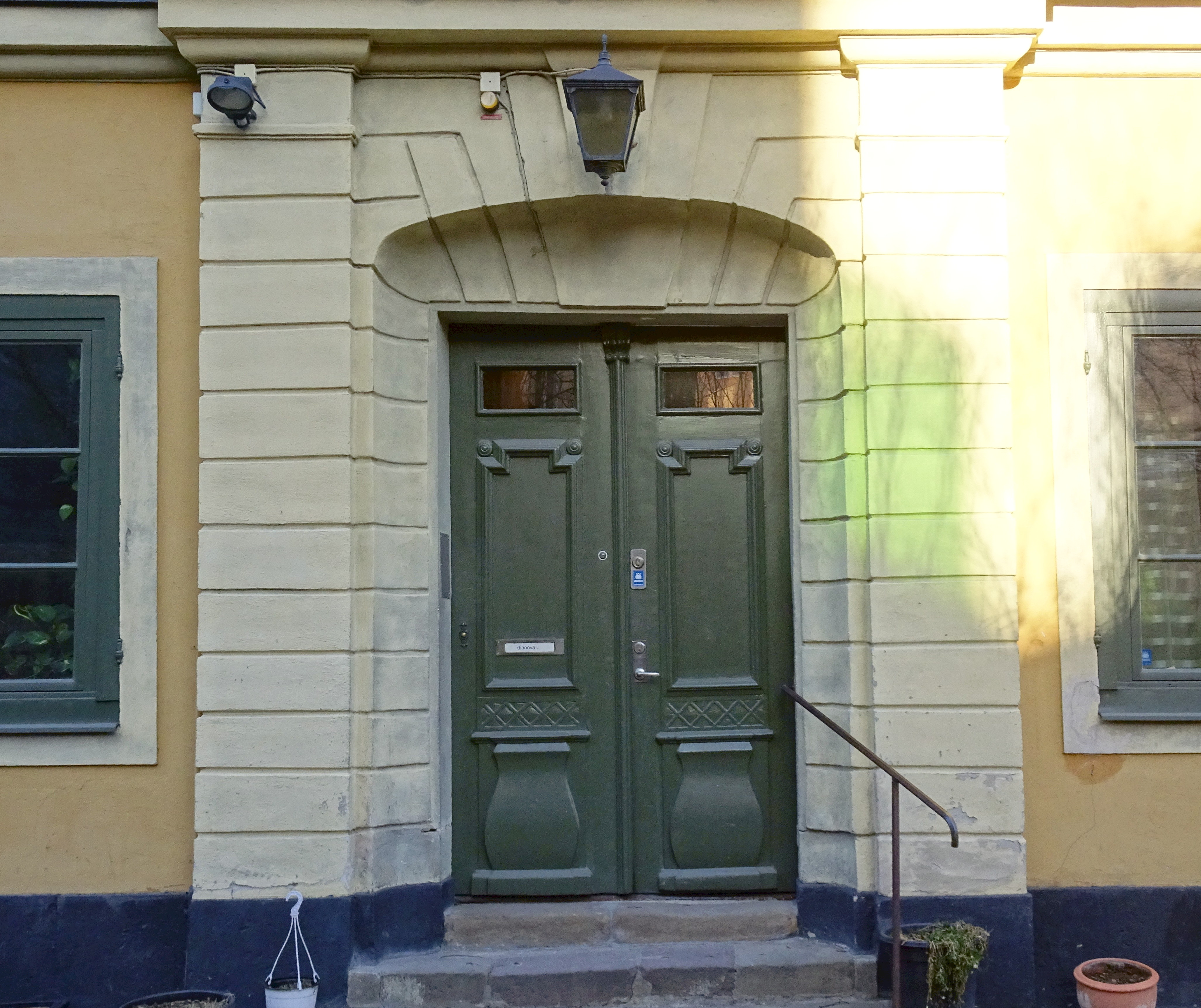
Lilla Blecktornet, entréport, 2017.

År 1844 förvärvades Lilla Blecktornet av kammarskrivaren J. Hendel som 1869 sålde vidare till revisionskommissarien Karl Ulrik Roos till Hjälmsäter. Dennes dotter sålde malmgården till Stockholms stad 1897. Då existerade fortfarande ett stort antal av den ursprungliga bebyggelsen som försvann när nuvarande Lilla Blecktornsparken anlades 1929–1937.
Stockholms stad nyttjade byggnaden för olika verksamheter inom socialvården. 1929 installerades vatten och avlopp. På 1930-talet fanns ett barnhem och ”lärlingshemmet för gossar” i huset. 1959 genomfördes en större ombyggnad, enligt den fanns i källarvåningen hobbyrum och skyddsrum, i bottenvåningen matsal med kök samt en mottagning för läkare och psykolog. En trappa upp låg fem sovrum, ett jourrum och ett badrum och på vinden flera personalrum.
Lilla Blecktornet hyrs idag (2017) av föreningen Dianova som är en internationell länkrörelse som arbetar med rehabilitering för missbrukare. I Lilla Blecktornet finns, förutom Dianovas huvudkontor, ett stödboende för åtta till tio personer som genomgår missbruksrehabilitering.
Byggnaden bevarar, trots slitage och hårdhänt renovering, sin ursprungliga karaktär. Den välvda entréporten är intakt medan nästan samtliga fönster är utbytta och ersatta av nya med mindre storlek. De ursprungliga gångjärnen sitter fortfarande kvar.